# Варлаков, Василий Евгеньевич
Васи́лий Евге́ньевич Варлако́в (род. 30 июля 1985 года, Челябинск, РСФСР, СССР) — российский следж-хоккеист. Защитник сборной России по следж-хоккею. Серебряный призёр Паралимпийских игр 2014, на которых вошёл в десятку лучших бомбардиров, а также наряду с канадским игроком обороны Стивеном Арсено набрал наивысший показатель полезности среди всех участников турнира (+9). Бронзовый призёр чемпионата мира по следж-хоккею 2013 года. Чемпион России 2013. Заслуженный мастер спорта России. Выступает за ханты-мансийский клуб «Югра».

## Награды
- Медаль ордена «За заслуги перед Отечеством» I степени (17 марта 2014 года) — за большой вклад в развитие физической культуры и спорта, высокие спортивные достижения на XI Паралимпийских зимних играх 2014 года в городе Сочи.[2]